# 衆芸社
株式会社衆芸社（しゅうげいしゃ）は、かつて存在した日本の出版社である。

## 概要
2014年10月29日放送のTBS系列「水曜日のダウンタウン」『勝俣州和の自伝が電車の網棚に置かれていても持って帰る人0人説』における矢作兼（おぎやはぎ）と勝俣州和の証言によると、自伝出版後に倒産し夜逃げしたため、勝俣当人にギャラは支払われていないとしている。また、タレント本や番組本は、ほとんどが無許可で出版されていた（例外で勝俣と松崎しげるのみ公認）。
日本図書コード管理センターの登録出版社検索によれば、当時の本社所在地は東京都千代田区麹町5-4、出版業務停止・連絡不能登録日は2003年9月となっている。
当時の社長はさくまあきらの高校の同級生であり、桃太郎電鉄シリーズの攻略本やさくま著の本を出版していた。

## 書籍一覧
- PS 桃太郎電鉄7 速攻本 EXPRESS GUIDEシリーズ
- 波涛を越えて 食品流通業界の雄、急成長の源流 / 竹内三賀男
- hide FOREVER FREE-松本秀人の大いなる遺産 / イエローZ
- L'Arc〜en〜Ciel 虹の軌跡 / 三人囃子
- 「なすびの懸賞生活」ここが知りたい
- レクソール・ビジネス 今がチャンス / 白石淳一
- B'z 彷徨える愛の世界 / 緒方邦彦
- ｢恋｣を育てる50の方法 / 永尾カルビ
- ザ・ミッシェル・ガン・エレファント ブルーズ / 三人囃子
- カリブのイルカ / 大石博人
- 五行姓名判断 性格・相性・運気がたちまち読める / 竹内一景
- Dragon Ash 百合の紋章 / 三人囃子
- GACKT&MALICE MIZER 光と影と / イエローZ
- 茉理さやか ファースト写真集 フロレゾン
- Mr.Children 遙かなる夢 / 三人囃子
- 伊東家も知らない!裏ワザ100連発
- 19&326癒しの世界
- BOØWY 栄光の軌跡 / イエローZ
- 「声優」を仕事にする本 / 市原光敏
- 親父の爪のあか 教えられたこと・伝えたいこと / 松崎しげる
- Southern All Stars宴
- 未来の日記 心理占い / ジャン・ルイ・松岡
- The HEROキムラタクヤロン 木村拓哉の魅力と実力 / 電波ジャンキー
- 犯罪の風景 ある日、ある場所で。 / 縣正三
- ごちゃごちゃ言ってないで誰が一番馬鹿か決めればいいんだ! / 勝俣州和
- ナンパ最強の法則あなたの人生をバラ色に変える本 / 鍵英之
- 「しゃべり」を仕事にする本 / 市川光敏
- チョコバナナ / さくまあきら